# Henry Edwyn Stanhope
Henry Edwyn Stanhope, 1er baronnet (1754 – 20 décembre 1814) est un officier de la Royal Navy devenu Commandant en Chef de La Nore.

## Carrière navale
Stanhope est commandant du navire de Troisième rang le HMS Russell à la Bataille de Saint-Christophe en janvier 1782, pendant la Guerre d'indépendance des États-Unis. Il continue à être commandant en second de la flotte, avec son drapeau dans le Vaisseau de 74 canons HMS Pompee, à la Bataille de Copenhague (1801) où la marine fournit un appui pour l'assiégeant en avril 1801 pendant les Guerres de la Révolution française. Il a été créé baronnet le 13 novembre 1807 et, après avoir servi comme Amiral Surintendant à Woolwich, est  Commandant en chef de La Nore, en 1810, et se retire comme Vice-amiral.
Dans l'été de 1809, il est membre du groupe de juges à la Cour martiale qui évalue si l'amiral John James Gambier a échoué à soutenir le capitaine Lord Cochrane à la Bataille de l'île d'Aix en avril 1809. Gambier est innocenté de toutes les accusations.

## Famille
Stanhope épouse Margaret Malbone; ils ont un fils, le Commandant Edwyn Francis Scudamore Stanhope RN, 2e baronnet (1793-1874) et deux filles.

## Sources
- John Burke, A General and Heraldic Dictionary of the Peerage and Baronetage of the British Empire, Volume 2, Henry Colburn, 1833 (lire en ligne)
- James Ralfe, The Naval Chronology of Great Britain; Or, An Historical Account of Naval and Maritime Events, Whitmore and Fenn, 1820 (lire en ligne)
- Rif Winfield, British Warships in the Age of Sail 1714-1792 : Design, Construction, Careers and Fates, Seaforth Publishing, 2007, 400 p. (ISBN 978-1-84415-700-6, lire en ligne)